# Pellegrino Artusi

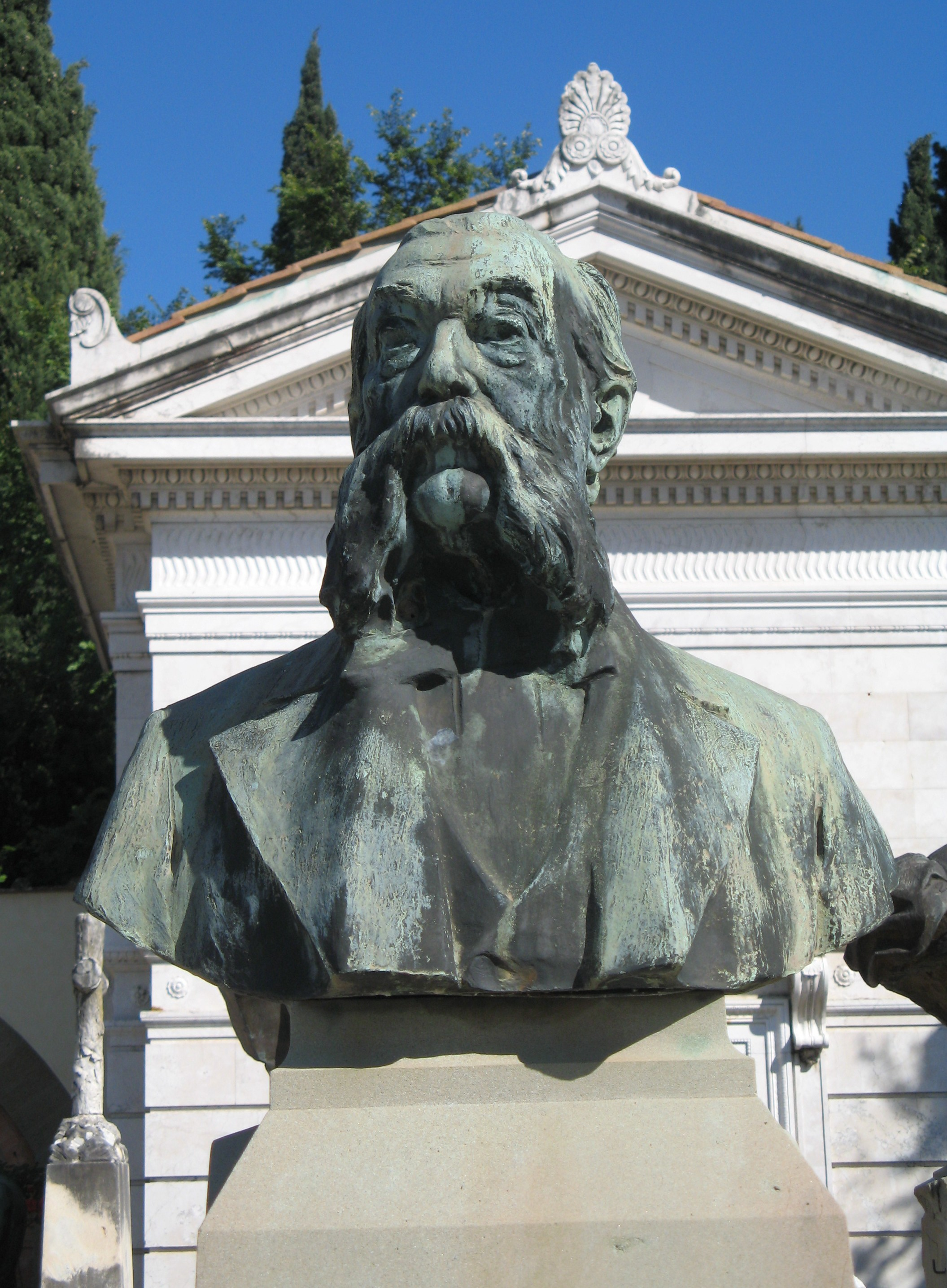
Pellegrino Artusi

Pellegrino Artusi (Forlimpopoli, 4 de agosto de 1820 - Florencia, 30 de marzo de 1911) fue un escritor culinario italiano conocido por su obra La scienza in cucina e l'arte di mangiar bene (La ciencia de la cocina y el arte del buen comer) compuesto de 790 recetas de cocina que fue editada en 1891. Es considerado el padre de la cocina italiana moderna.

## Biografía
Artusi nació el 4 de agosto de 1820 en Forlimpopoli, una ciudad cercana a Forlì, en el seno de una familia numerosa de doce hijos y de clase media alta. El padre era uno de los comerciantes más ricos de la zona, por lo que Pellegrino Artusi recibió una buena educación, a diferencia de algunos de sus compatriotas que eran analfabetos, y estudió en la Universidad de Bolonia. Para aquel entonces Italia no era un país unificado, sino un conjunto de reinos, ducados y ciudades-estado. La ciudad natal de Artusi, Forlimpopoli, se encontraba bajo los dominios del papa, es decir, era parte de los Estados Pontificios.
En determinado momento, Artusi, ya habiendo terminado sus estudios, volvió a su tierra natal para dedicarse al negocio de la familia hasta los treinta años, cuando un terrible suceso provocó que se fuera de Forlimpopoli. La zona donde vivía Artusi, como muchas otras de Italia, estaba infestada de bandidos. En 25 de enero de 1851, la banda del famoso bandido Stefano Pelloni atacó Forlimpopoli. La familia de Artusi se vio muy afectada porque los bandidos entraron en su casa, golpearon a Artusi y a algunos de sus hermanos, robaron las posesiones más preciadas de la familia y antes de irse violaron algunas mujeres, entre ellas dos de sus hermanas, de las cuales una murió a causa de este terrible suceso.
La familia, destrozada y sin muchos bienes, decidió irse a vivir a Florencia, más segura que su región. Allí Pellegrino hizo todo lo posible para levantar la familia de nuevo. Empezó a trabajar en una casa comercial, y debido a su inteligencia y habilidad en los negocios, acabó fundando su propio banco. Así restauró el honor y riqueza de su familia.
Para 1870, a la edad de cincuenta años, se retiró de los negocios para gozar de los frutos de su arduo trabajo y para dedicarse a la lectura de los clásicos italianos y en especial los temas gastronómicos. En 1891 publicó su obra más conocida La scienza in cucina e l'arte di mangiar bene (La ciencia en la cocina y el arte del buen comer), también conocido como L'Artusi. Escrito con ingenio e ironía, el manual es considerado una obra maestra de la cocina italiana, y fue traducido a varios idiomas.
Artusi murió en 1911 a la edad de noventa años, dejando toda su herencia a su pueblo natal, Forlimpopoli, señal de que a pesar de haberse ido, nunca olvidó sus raíces.

## La scienza in cucina e l'arte di mangiar bene(1891)
Es sin duda la obra cumbre de Artusi y uno de los libros más famosos en Italia e internacional en el mundo de la gastronomía.
El origen del libro es anterior a esta fecha. En 1850, antes de la unificación italiana del 1861, Artusi pidió al Papa Pio IX, gobernante de los Estados Pontificios (zona en la que él vivía), si le podía dar un permiso para cruzar las fronteras de los distintos reinos y ducados que componían Italia. El Papa se lo concedió; él y un amigo suyo empezaron a recorrer toda Italia. A cada lugar donde iban a comer, Pellegrino anotaba siempre sus experiencias, pero como algo personal. Pero en 1880, ya retirado de su trabajo, decidió hacer un libro sobre las experiencias gastronómicas que tuvo por toda Italia. La idea en hacer el libro era su esperanza de unir Italia a través de la cultura gastronómica.
Artusi contó con la gran ayuda de una mujer culta e inteligente llamada Marietta Sabatini. Los dos hicieron el libro juntos. Ella le ayudó a reunir y redactar todas sus experiencias gastronómicas, además de las que la gente les mandaba por carta para ayudarlos en su libro. En total salieron unas 790 recetas con las cartas, de las 475 que Artusi había escrito.
La importancia del libro no es solamente gastronómica, sino que también lingüística, ya que para escribirlo, utilizaron un italiano elegante, que tuvo importancia en la difusión del idioma italiano actual. De esta manera, Artusi esperaba también unificar a la gente en un solo dialecto para toda Italia. El libro se imprimió en Florencia en 1891, y desde entonces ha tenido también una repercusión a nivel internacional, siendo traducido al inglés, francés, español, alemán, portugués, holandés y ruso.